# Síndrome de Evans
El síndrome de Evans (ES, por sus siglas en inglés) o síndrome de Fisher-Evans (también, síndrome de Evans-Fisher) es un trastorno autoinmune grave, clasificado como una enfermedad rara. Debe su nombre al hecho de que fue descrita primero por Fisher (1947), luego por Robert S. Evans (con R. T. Duane, 1949; 1951), luego por Baumgartner (1956). Este trastorno se presenta con concurrencia atípica y poco frecuente, pero su manifestación se debe a la presencia de autoanticuerpos patógenos, lo que tiende a alterar la función normal de los autoantígenos y a generar una respuesta anormal del sistema inmunitario, lo que conduce a la destrucción de la membrana de los glóbulos rojos y las plaquetas. Es un proceso patológico que está dado por la aparición secuencial de púrpura trombocitopénica inmune y anemia hemolítica autoinmune.
La causa principal no se conoce. Se trata de una enfermedad hereditaria que presenta un cuadro clínico con manifestaciones hemorrágicas en la piel y en las mucosas con una evolución desfavorable.

## Causas
El síndrome de Evans (ES) producto de una reacción anormal de sistema inmune, tiene por etiología o causas, la presencia de anticuerpos patógenos que dañan la membrana de los hematíes y de las plaquetas. El proceso está dado por una reacción antígeno-anticuerpo, reconociendo los antígenos de los hematíes como patógenos, produciendo la hemólisis.
Además, el síndrome tiende a reportar disminución de células T4 (t-colaboradoras), aumentando las células T8 (t-supresoras), así como la producción de IL-10 e INF-gamma, lo que casaría una reacción de autor reactividad y como consecuencia presentaría producción de anticuerpos por las células B más elevada.

## Genética
Los recientes estudios genéticos sobre el síndrome, menciona que patológicamente, el síndrome de Evans (ES) está asociado a genes, donde varios estudios de cohorte, el 40 % de pacientes presentaron mutaciones patógenas en uno de los 9 genes involucrados en inmunodeficiencias primarias (TNFRSF6, CTLA4, STAT3, PIK3CD, CBL, ADAR1, LRBA, RAG1 y KRAS).

## Manifestaciones clínicas
El síndrome de Evans (ES) tiende a presentarse con frecuencia en niños de 4 a 12 años de edad, sin embargo, suele presentarse en personas adultos de forma infrecuente. Las manifestaciones clínicas del síndrome se caracterizan por palidez, fatiga, disnea, taquicardia y fiebre.
Además, paciente con síndrome de Evans (ES), puede presentar signos y síntomas de la anemia hemolítica autoinmune (AHAI) o púrpura trombocitopénica inmune (PTI).
Otras manifestaciones clínicas del síndrome que ayudan para el diagnóstico son  púrpura, petequias, equimosis, palidez de tegumentos, fatiga, mareo, disnea e incluso ictericia para pacientes con hemólisis severa. Además, si el paciente presenta un cuadro de trombocitopenia, un síntoma será el sangrado mucocutáneo.

## Diagnóstico
El diagnóstico de síndrome de Evans se logra mediante exámenes hematológicos Archivado el 26 de mayo de 2019 en Wayback Machine., en la cual se evidenciará alteraciones como es la anemia normocítica o macrocítica, frecuentemente hipocrómica. La prueba de Coombs es un test importante para el diagnóstico, pues permite la búsqueda de hemólisis mediada por mecanismo inmunológico, el resultado de la prueba mostrará: hiperbilirrubinemia indirecta, incremento de lactato deshidrogenasa y haptoglobina sérica disminuida.
Otros medios de diagnóstico son:
- El frotis de sangre periférica; muestra esferocitos que presenta hemólisis extravascular.
- Un conteo de plaquetas séricas; mostrará un descenso de estos fragmentos celulares.

## Pronóstico
La remisión espontánea o la exacerbación son comunes. Algunos pacientes pueden tener neutropenia, lo que agrava el síndrome. Es una enfermedad crónica, recurrente y potencialmente fatal.

## Tratamiento
La forma de tratar el SE es mediante la administración de esteroideos (prednisona), sin olvidar el siguiente, debido a que existen factores de riesgo para el desarrollo de lupus eritematoso sistémico (LES), e inmunodeficiencias.
Así mismo, otro de tipo tratamiento para el SE se basa fundamentalmente en la extrapolación de los tratamientos de elección en la AHAI y la PTI. Sin embargo, si no presenta cambios favorables se recomiendo una esplectomía.